# Graiszte
Graiszte (mac. Граиште) – wieś w Macedonii Północnej położona w gminie Demir Hisar.
Według danych z 2002 roku wieś zamieszkiwało 145 osób (78 mężczyzn i 67 kobiet) w 49 domostwach oraz w 72 mieszkaniach (od budynków jednorodzinnych po bloki itp.). Wszyscy byli narodowości macedońskiej.